# Dumitru Hubert
Dumitru Hubert (Bucarest, 3 de septiembre de 1899-Brașov, 27 de agosto de 1934) fue un deportista rumano que compitió en bobsleigh en la modalidad doble. Ganó dos medallas en el Campeonato Mundial de Bobsleigh, oro en 1933 y bronce en 1934.

## Palmarés internacional
| Campeonato Mundial | Campeonato Mundial      | Campeonato Mundial | Campeonato Mundial |
| Año                | Lugar                   | Medalla            | Prueba             |
| ------------------ | ----------------------- | ------------------ | ------------------ |
| 1933               | Schreiberhau (Alemania) | Medalla de oro     | Doble              |
| 1934               | Engelberg (Suiza)       | Medalla de bronce  | Doble              |